# Misvorming

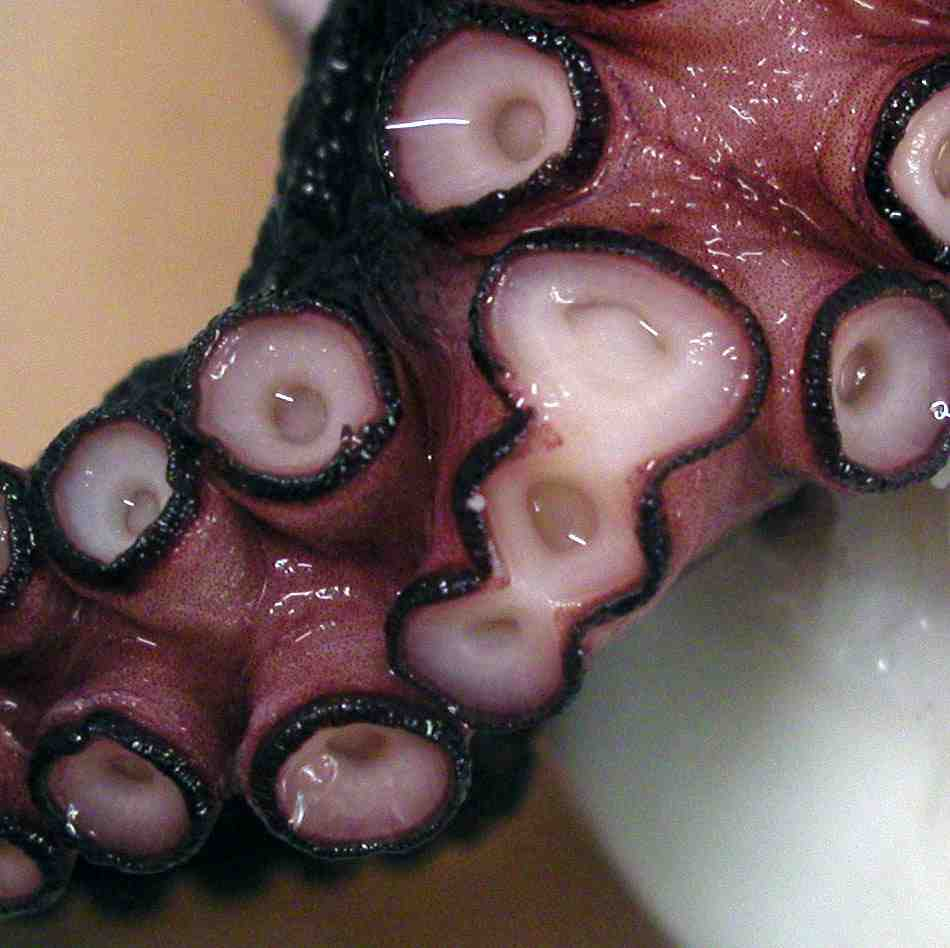
Een misvormde zuignap aan de arm van een octopus

Een misvorming (ook wel deformiteit of mismaaktheid genoemd) is een (grote) afwijking in de vorm of functie van een lichaamsdeel of orgaan in vergelijking met de gemiddelde vorm/functie van dit betreffende lichaamsdeel. Dergelijke afwijkingen kunnen bij veel organismen voorkomen.  De teratologie bestudeert de aangeboren misvormingen.
Afhankelijk van de manier waarop een lichaamsdeel mismaakt is bestaan er enkele synoniemen voor het verschijnsel, zoals vergroeiing bij lichaamsdelen die aan elkaar vast zijn gegroeid waar ze normaal gesproken los van elkaar horen te zitten.

## Oorzaken
Een misvorming kan verschillende oorzaken hebben:
- een genetische mutatie, een somatische mutatie
- beschadiging aan de foetus of baarmoeder tijdens de zwangerschap
- problemen bij de geboorte
- een verstoring in de groei of hormonen
- zware verwondingen zoals brandwonden, en de hierop volgende operaties
- artritis

## Gevolgen
Misvormingen kunnen een organisme ernstig hinderen in het leven. Organismen die bijvoorbeeld bij de geboorte al misvormd zijn, hebben vaak niet veel kans op overleving. 
Misvormingen bij mensen hebben in oudere tijden mogelijk bijgedragen aan het ontstaan van verhalen over mythologische wezens. Zo zijn verhalen over zeemeerminnen mogelijk gebaseerd op documentaties van mensen die leden aan sirenomelie. 